# På väg till Malung
På väg till Malung är en dokumentär-TV-serie från SVT om Svenska dansbandsveckan i Malung, som började sändas i SVT 1 den 28 maj 2011. Serien har också sänts i NRK.
I avsnitten visas scenframträdanden, dessutom blandas intervjuer med korta klipp ur inspelningar med svenska dansband.